# Septembrie 2005
Acest articol este generat integral pe baza informațiilor din articolul 2005 și este actualizat periodic de un robot.
 Editările făcute în articol vor fi șterse la următoarea actualizare! Dacă doriți să faceți modificări, editați articolul-sursă.

ianuarie -
februarie -
martie -
aprilie -
mai -
iunie -
iulie -
august -
septembrie -
octombrie -
noiembrie -
decembrie
Septembrie 2005 a fost a noua lună a anului și a început într-o zi de joi.

## Evenimente

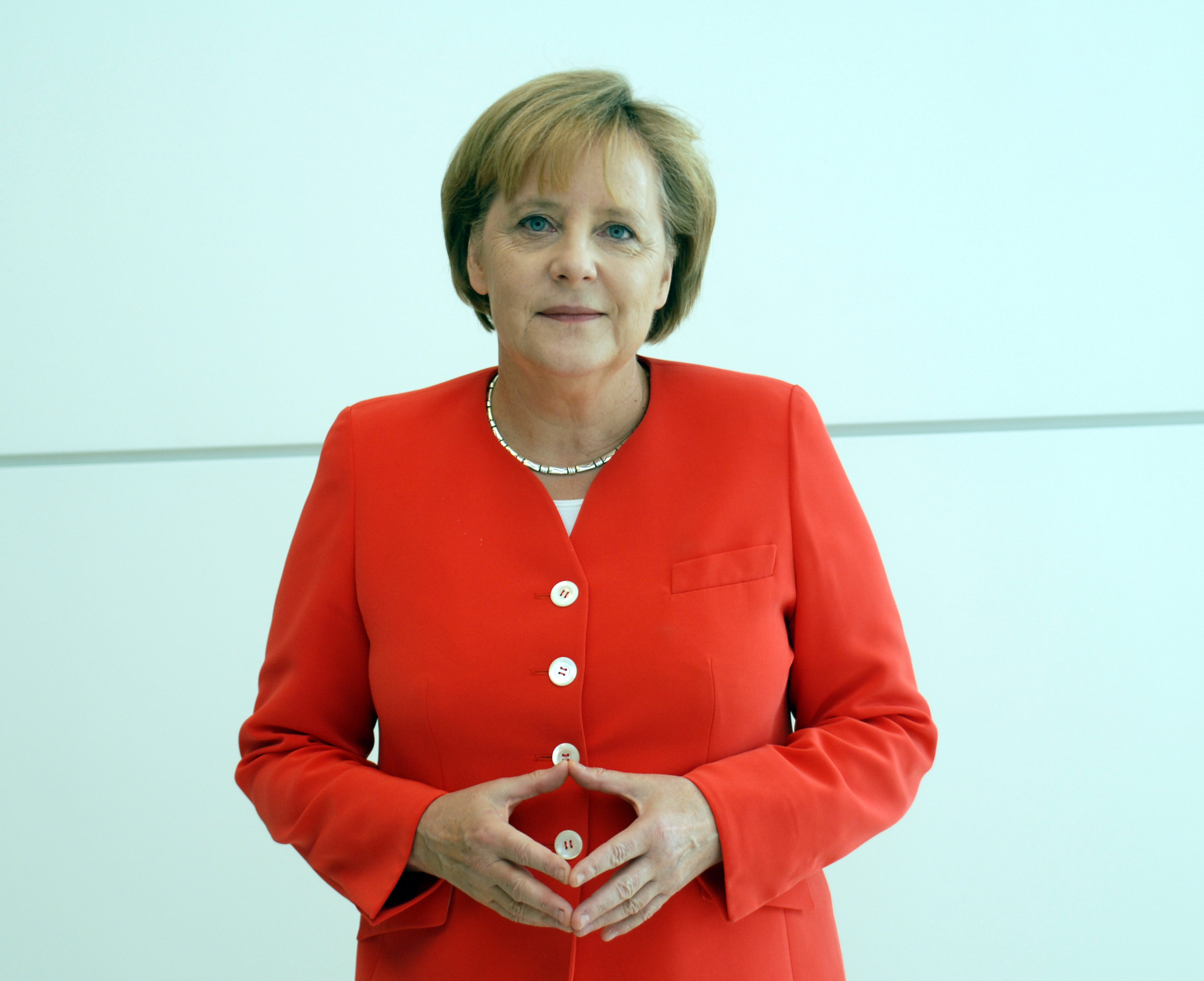
Angela Merkel devine prima femeie cancelar al Germaniei.

- 18 septembrie: Alegeri federale în Germania. Coalitia partidelor CDU/CSU castiga alegerile. Conservatoarea Angela Merkel devine prima femeie cancelar al Germaniei.
- 25 septembrie: Fernando Alonso își câștigă primul său titlu mondial de Formula 1 și astfel sfârșește dominația lui Michael Schumacher asupra sportului.
- 29 septembrie: "Seară Magică" pentru fotbalul românesc. Toate cele 3 echipe, Steaua București, Dinamo București și Rapid București se califică în grupele cupei UEFA, după 16 ani de așteptare.
- 30 septembrie: Desenele controversate cu Profetul Muhammad sunt tipărite în ziarul danez Jyllands-Posten, care declanșează revolte violente ale musulmanilor din întreaga lume.

## Decese
- 1 septembrie: Alexandru Paleologu, 86 ani, scriitor și diplomat român (n. 1919)
- 10 septembrie: Hermann Bondi, 85 ani, astronom britanic (n. 1919)
- 12 septembrie: Serge Lang, 78 ani, matematician și activist american (n. 1927)
- 13 septembrie: Fiorella Ghilardotti, 59 ani, politician italian (n. 1946)
- 13 septembrie: Chieko Nakakita, 79 ani, actriță de film, japoneză (n. 1926)
- 14 septembrie: Veronica Gurău, 83 ani, călugăriță română (n. 1922)
- 14 septembrie: Vladimir Volkoff, 72 ani, scriitor francez de etnie rusă (n. 1932)
- 14 septembrie: Robert Wise, 91 ani, regizor american (n. 1914)
- 18 septembrie: Marta Bohn-Meyer, 48 ani, pilot și inginer american (n. 1957)
- 19 septembrie: Ahmed Avtorhanov, 31 ani, comandant militar cecen (n. 1973)
- 19 septembrie: Emil Manu (n. Emil Cismărescu), 82 ani, critic literar român (n. 1922)
- 20 septembrie: Simon Wiesenthal, 96 ani, fondatorul centrului Simon Wiesenthal, de etnie evreiască (n. 1908)
- 21 septembrie: Mustai Karim (n. Mustafa Safich Karimov), 85 ani, poet și dramaturg rus (n. 1919)
- 21 septembrie: Ulise Petrescu, 103 ani,  bober român (n. 1902)
- 23 septembrie: Ada Zevin, 87 ani, pictoriță din R. Moldova (n. 1918)
- 24 septembrie: André Testut, 79 ani, pilot francez de Formula 1 (n. 1926)
- 28 septembrie: Bianca Balotă, 69 ani, scriitoare română (n. 1936)
- 28 septembrie: Leo Sternbach, 97 ani, chimist polonezo-american (n. 1908)